# Blankenberge
Blankenberge (früher auch Blankenberghe geschrieben, französisch Blankenberghe) ist eine Gemeinde an der belgischen Nordseeküste in der Provinz Westflandern.

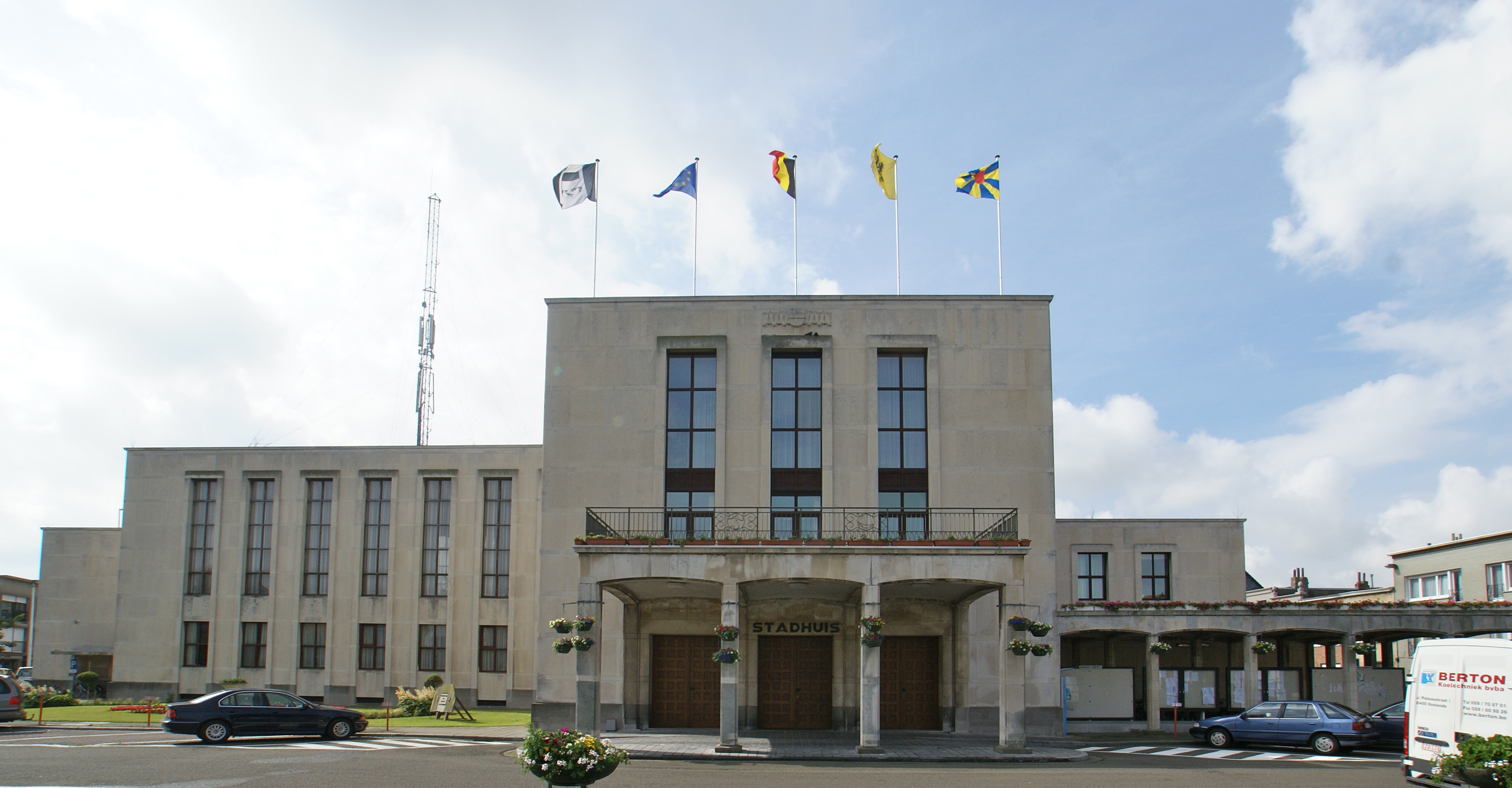
Das 1952 erbaute neue Rathaus

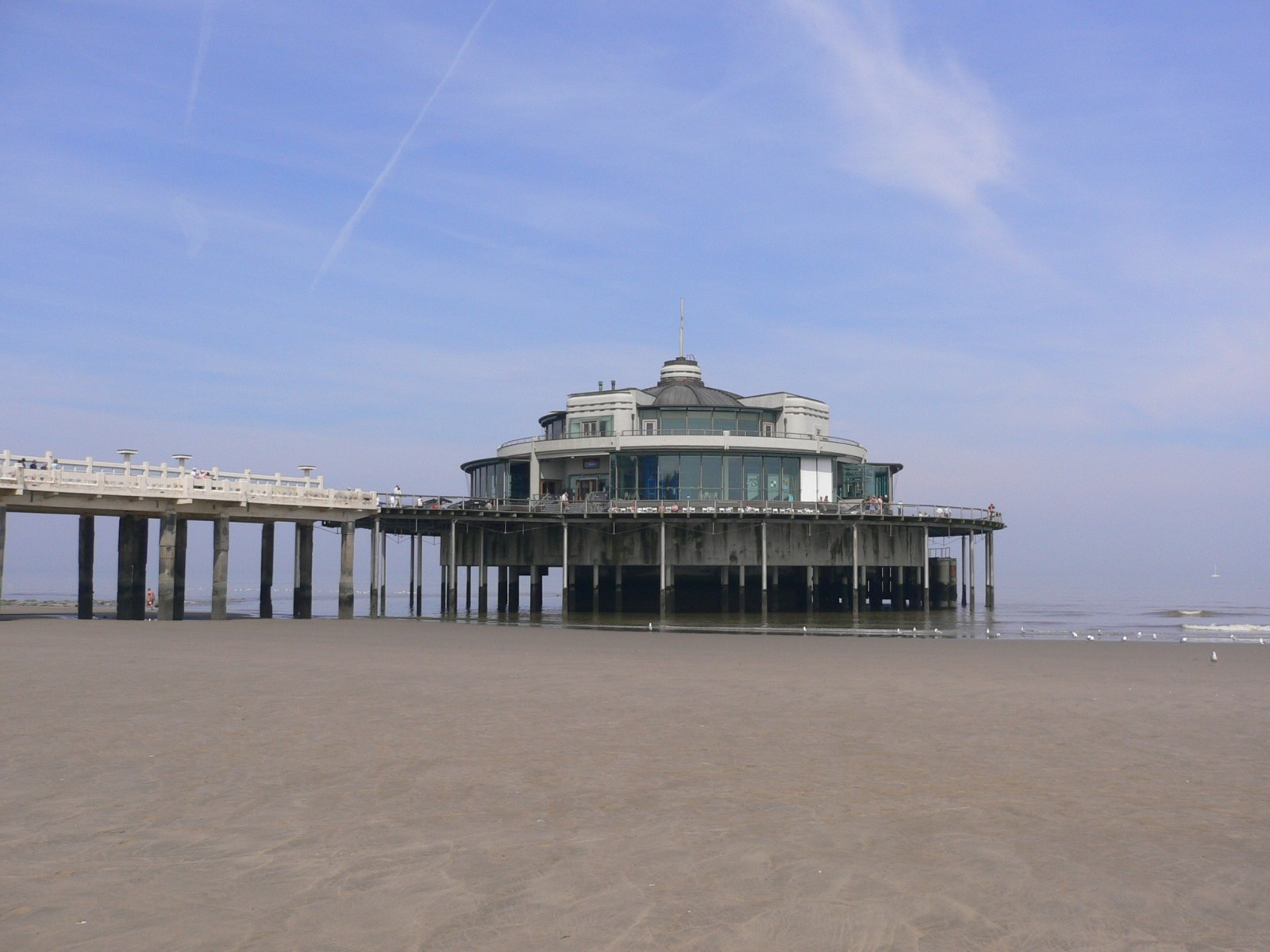
Pier in Blankenberge

## Geografie
Neben dem Yachthafen im ehemaligen Fischereihafen gehört eine Seebrücke zu den Sehenswürdigkeiten.
Der Bahnhof in Strandnähe hat Direktverbindung mit Brüssel. Mit der Kusttram, der längsten Straßenbahnlinie der Welt, sind alle Orte an der belgischen Küste erreichbar.
Von Juni bis August findet am Strand von Blankenberge alljährlich das Sandskulpturenfestival statt. Am ersten Wochenende im Mai findet jedes Jahr die Zweitageswanderung (niederländisch Internationale Tweedaagse van Vlaanderen Blankenberge) statt.

## Beaufort (Kunstmanifestatie)
Blankenberge ist einer der Standorte für die seit 2003 alle drei Jahre entlang der belgischen Nordseeküste stattfindende Skulpturenausstellung Beaufort. Die Beaufort04 fand 2012 statt.

## Persönlichkeiten

### Söhne und Töchter der Stadt
- Frans Masereel (1889–1972), Maler
- Paul Van Hoof (1900–1944), römisch-katholischer Geistlicher, NS-Opfer
- Brian Vandenbussche (* 1981), Fußballtorwart

### Personen, die vor Ort wirkten
- Adolf Fick (1829–1901), deutscher Physiologe, starb in Blankenberge
- Hans Vermeersch (* 1957), Komponist und Dirigent, war Dozent für Violine an der Musikakademie Blankenberge